# Oinói (ort i Grekland, Grekiska fastlandet)
Oinói (Oinoi) är en ort i Grekland.   Den ligger i prefekturen Nomós Voiotías och regionen Grekiska fastlandet, i den sydöstra delen av landet, 40 km norr om huvudstaden Aten. Oinói ligger 130 meter över havet och antalet invånare är 442.
Terrängen runt Oinói är platt åt nordost, men åt sydväst är den kuperad.Runt Oinói är det ganska glesbefolkat, med 43 invånare per kvadratkilometer. Närmaste större samhälle är Chalkída, 15,7 km norr om Oinói. Trakten runt Oinói består till största delen av jordbruksmark.